# Алп-Арслан (султан Алеппо)
Алп-Арслан (*1097 — 1114) — 3-й султан Алеппо і Сирії в 1113—1114 роках. Ім'я перекладається як «Звитяжний лев». Повне ім'я Тадж аль-Даула Алп-Арслан аль-Ахрас бен Радван.

## Життєпис
Походив з династії Сельджукидів. Старший син Радвана, султана Алеппо, та доньки Яґ'ясіяха, маліка Антіохії. Народився у 1097 році. після смерті батька у 1113 році успадкував трон. З огляду на молодий вік його наставником (атабеком) став євнух Лулу аль-Яя. Втім невдовзі вплив набув начальник міської варти Саїд ібн Будаї.
Під впливом свого родича Мухаммеда I, султана Великих Сельджуків, розпочав гоніння на нізаритів, знищивши їхні громади в Алеппо та стративши очільника секти в Сирії Абу Тахіра. Прийняв посольство Рожера Салернського, регента Антіохійського князівства, погодившись виконувати умови угоди, укладеною ще за батька (сплата щорічної данину у 20 тис. золотих динарів).
Зміцнивши свою владу Алп-Арслан рушив до Дамаску, де 1114 році визнав Тугтегіна правителем цієї області. Натомість той визнав Алп-Арслана султана та своїм сюзереном. Цим формально підтвердилося існування Сирійськогос ултанату. Водночас Тугтегін переконав Алп-Арслана розпочати військові дії проти Антіохії.
По поверненню до Алеппо султан наказав стратити декількох військовиків та сановників, вбачаючи в них зрадників. Лулу аль-Яяя, побоюючись за власну безпеку, влаштував змову проти султана, якого було вбито у вересні 1114 року. Новим султаном став його молодший брат Султан-шах.